# إلسي (ميزوري)
إلسي (بالإنجليزية: Elsey)‏ هي إحدى المجتمعات الفردية (غير مصنفة) في ولاية ميزوري في الولايات المتحدة الأمريكية.